# Penthea obscuroides
Penthea obscuroides är en skalbaggsart som beskrevs av Stefan von Breuning och Heyrovsky 1964. Penthea obscuroides ingår i släktet Penthea och familjen långhorningar. Inga underarter finns listade i Catalogue of Life.